# Хорватія на зимових Олімпійських іграх 2014
Хорватія на зимових Олімпійських іграх 2014 року у Сочі була представлена 11 спортсменами у 3 видах спорту.

## Медалісти
| Медаль | Прізвище       | Вид спорту          | Дисципліна      | Дата |
| ------ | -------------- | ------------------- | --------------- | ---- |
| Срібло | Івиця Костелич | Гірськолижний спорт | суперкомбінація |      |

## Учасники
| Вид спорту          | Чоловіки | Жінки | Всього |
| ------------------- | -------- | ----- | ------ |
| Гірськолижний спорт | 6        | 2     | 8      |
| Лижні перегони      | 1        | 1     | 2      |
| Сноубординг         | 0        | 1     | 1      |
| Всього              | 7        | 4     | 11     |

## Гірськолижний спорт

### Чоловіки
| Спортсмен          | Дисципліна         | 1 спуск | 1 спуск | 2 спуск | 2 спуск | Всього  | Всього |
| Спортсмен          | Дисципліна         | Час     | Місце   | Час     | Місце   | Час     | Місце  |
| ------------------ | ------------------ | ------- | ------- | ------- | ------- | ------- | ------ |
| Себастьян Бріговіч | Гігантський слалом | 1:25.82 | 38      | 1:26.43 | 35      | 2:52.25 | 34     |
| Івиця Костелич     | Комбінація         | 1:54.17 | 7       | 51.37   | 3       | 2:45.54 | 2      |
| Івиця Костелич     | Гігантський слалом | 1:23.87 | 30      | 1:25.81 | 27      | 2:49.68 | 27     |
| Івиця Костелич     | Слалом             | 48.75   | 21      | 55.36   | 8       | 1:44.11 | 9      |
| Івиця Костелич     | Супергігант        | Н/Д     | Н/Д     | Н/Д     | Н/Д     | 1:20.19 | 24     |
| Далібор Шамшал     | Слалом             | 50.71   | 36      | 58.28   | 18      | 1:48.99 | 18     |
| Матей Відовіч      | Слалом             | 51.74   | 42      | 1:06.07 | 33      | 1:57.81 | 28     |
| Натко Зрнчіч-Дім   | Комбінація         | 1:55.26 | 19      | 51.80   | 6       | 2:47.06 | 10     |
| Натко Зрнчіч-Дім   | Швидкісний спуск   | Н/Д     | Н/Д     | Н/Д     | Н/Д     | 2:09.80 | 29     |
| Натко Зрнчіч-Дім   | Слалом             | 50.64   | 35      | DNF     | DNF     | DNF     | DNF    |
| Натко Зрнчіч-Дім   | Супергігант        | Н/Д     | Н/Д     | Н/Д     | Н/Д     | 1:19.75 | 19     |
| Філіп Зубчич       | Гігантський слалом | DNF     | DNF     | DNF     | DNF     | DNF     | DNF    |

### Жінки
| Спортсмен       | Дисципліна         | 1 спуск | 1 спуск | 2 спуск | 2 спуск | Всього  | Всього |
| Спортсмен       | Дисципліна         | Час     | Місце   | Час     | Місце   | Час     | Місце  |
| --------------- | ------------------ | ------- | ------- | ------- | ------- | ------- | ------ |
| Андреа Комшіч   | Гігантський слалом | 1:24.24 | 38      | 1:22.37 | 35      | 2:46.61 | 35     |
| Андреа Комшіч   | Слалом             | 1:00.82 | 39      | 57.78   | 32      | 1:58.60 | 33     |
| Софія Новоселич | Гігантський слалом | 1:24.25 | 39      | DNF     | DNF     | DNF     | DNF    |
| Софія Новоселич | Слалом             | DNF     | DNF     | DNF     | DNF     | DNF     | DNF    |

## Лижні перегони

### Дистанція
| Спортсмен     | Дисципліна                        | Класичний стиль | Класичний стиль | Вільний стиль | Вільний стиль | Фінал     | Фінал       | Фінал |
| Спортсмен     | Дисципліна                        | Час             | Місце           | Час           | Місце         | Час       | Відставання | Місце |
| ------------- | --------------------------------- | --------------- | --------------- | ------------- | ------------- | --------- | ----------- | ----- |
| Еді Дадіч     | 15 км класичним стилем (чоловіки) | Н/Д             | Н/Д             | Н/Д           | Н/Д           | 43:38.8   | +5:09.1     | 60    |
| Еді Дадіч     | 30 км скіатлон (чоловіки)         | 41:08.0         | 66              | 37:48.5       | 65            | 1:19:31.5 | +11:16.1    | 65    |
| Еді Дадіч     | 50 км вільним стилем (чоловіки)   | Н/Д             | Н/Д             | Н/Д           | Н/Д           | 2:02:35.5 | +15:40.3    | 58    |
| Ведрана Малец | 10 км класичним стилем (жінки)    | Н/Д             | Н/Д             | Н/Д           | Н/Д           | 33:42.3   | +5:24.5     | 59    |
| Ведрана Малец | 15 км скіатлом (жінки)            | 22:23.2         | 58              | 22:50.1       | 59            | 45:52.1   | +7:18.5     | 59    |
| Ведрана Малец | 30 км вільним стилем (жінки)      | Н/Д             | Н/Д             | Н/Д           | Н/Д           | 1:24:13.4 | +13:08.2    | 53    |

### Спринт
| Спортсмен     | Дисципліна        | Кваліфікація | Кваліфікація | Чвертьфінал      | Чвертьфінал      | Півфінал         | Півфінал         | Фінал            | Фінал            |
| Спортсмен     | Дисципліна        | Час          | Місце        | Час              | Місце            | Час              | Місце            | Час              | Місце            |
| ------------- | ----------------- | ------------ | ------------ | ---------------- | ---------------- | ---------------- | ---------------- | ---------------- | ---------------- |
| Еді Дадіч     | Спринт (чоловіки) | 3:52.89      | 69           | Завершив виступ  | Завершив виступ  | Завершив виступ  | Завершив виступ  | Завершив виступ  | Завершив виступ  |
| Ведрана Малец | Спринт (жінки)    | 2:54.60      | 61           | Завершила виступ | Завершила виступ | Завершила виступ | Завершила виступ | Завершила виступ | Завершила виступ |

## Сноубординг
| Спортсмен    | Дисципліна      | Кваліфікація | Кваліфікація | Кваліфікація | Кваліфікація | Півфінал         | Півфінал         | Півфінал         | Півфінал         | Фінал            | Фінал            | Фінал            | Фінал            |
| Спортсмен    | Дисципліна      | Спуск 1      | Спуск 2      | Кращий       | Місце        | Спуск 1          | Спуск 2          | Кращий           | Місце            | Спуск 1          | Спуск 2          | Кращий           | Місце            |
| ------------ | --------------- | ------------ | ------------ | ------------ | ------------ | ---------------- | ---------------- | ---------------- | ---------------- | ---------------- | ---------------- | ---------------- | ---------------- |
| Морена Макар | Хафпайп (жінки) | 44.75        | 22.75        | 44.75        | 13           | Завершила виступ | Завершила виступ | Завершила виступ | Завершила виступ | Завершила виступ | Завершила виступ | Завершила виступ | Завершила виступ |